# McCormick (Karolina Południowa)
McCormick – miasto w Stanach Zjednoczonych, w stanie Karolina Południowa, siedziba administracyjna hrabstwa McCormick.